# Polycentropus confusus
Polycentropus confusus är en nattsländeart som beskrevs av Hagen 1861. Polycentropus confusus ingår i släktet Polycentropus och familjen fångstnätnattsländor. Inga underarter finns listade i Catalogue of Life.